# سنة كبيسة تبدأ يوم السبت
سنة كبيسة تبدأ يوم السبت هي تقويم أي سنة كبيسة (أي عدد أيام السنة هو 366 يوماً) التي تبدأ يوم السبت 1 يناير (كانون ثاني).
أمثلة: سنوات على التقويم الغريغوري 1600, 1944, 1972, 2000, 2028, 2056, 2084, 2400, 2800.
وبالتالي، فإن تلك السنة يمكن أن تكون ممثلة على النحو التالي (مثال سنة:2000):